# الطريق الوطني رقم 45 (الجزائر)
الطريق الوطني 45 (R45)، طريق وطني جزائري، يربط بين برج بوعريريج - العش - المسيلة - شلال - ط.وط 8 على بعد 11 كم شمال بوسعادة ، بطول حوالي 116 كم.

## التاريخ
الطريق الوطني 45 (R45)، طريق وطني جزائري، يربط بين برج بوعريريج - العش - المسيلة - شلال - ط.وط 8 على بعد 11 كم شمال بوسعادة ، بطول حوالي 116 كم.

## المسار
الطريق الوطني 45 (R45)، طريق وطني جزائري، يربط بين برج بوعريريج - العش - المسيلة - شلال - ط.وط 8 على بعد 11 كم شمال بوسعادة ، بطول حوالي 116 كم.

## منشأت فنية
الطريق الوطني 45 (R45)، طريق وطني جزائري، يربط بين برج بوعريريج - العش - المسيلة - شلال - ط.وط 8 على بعد 11 كم شمال بوسعادة ، بطول حوالي 116 كم.

## معرض الصور

مسيلة
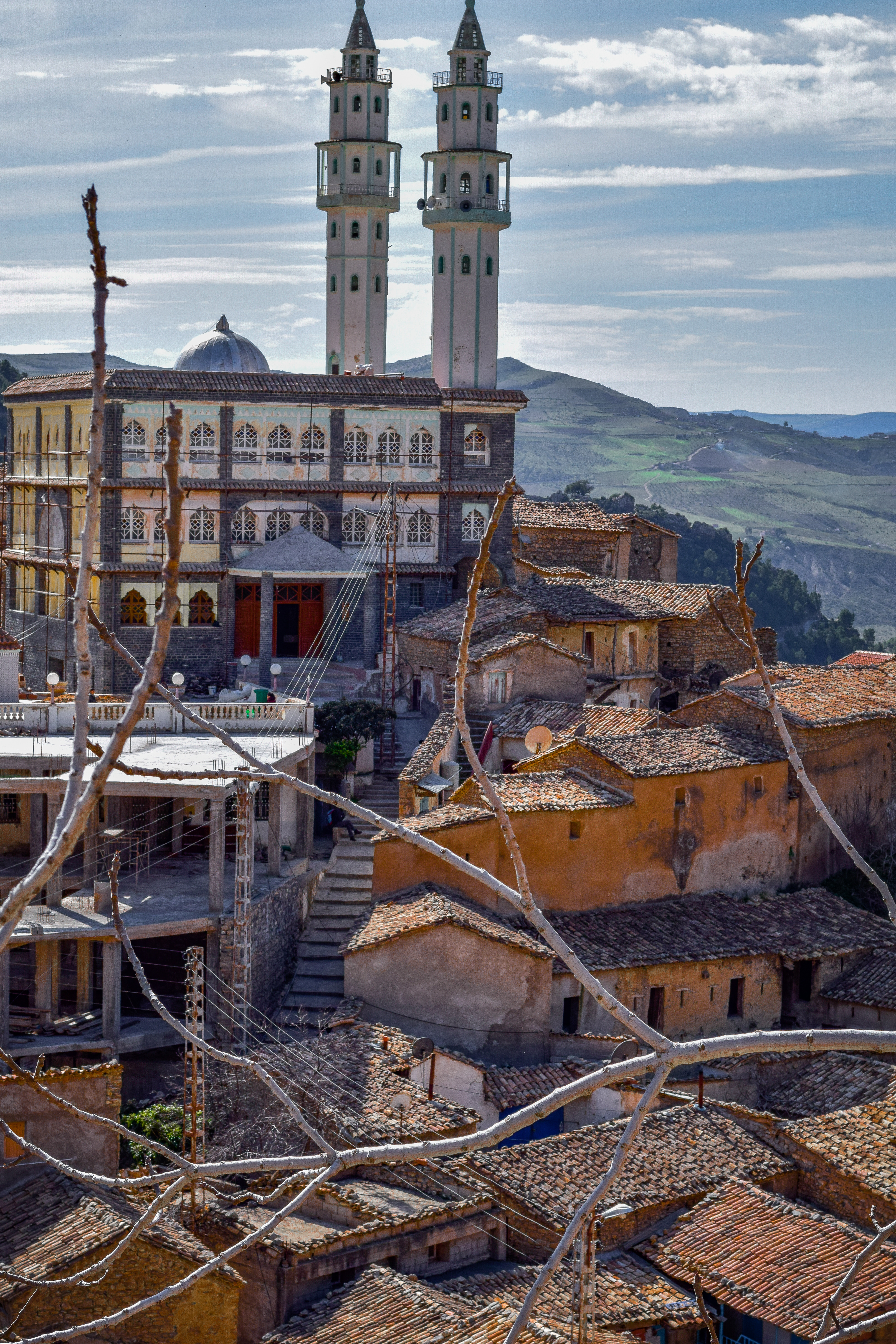
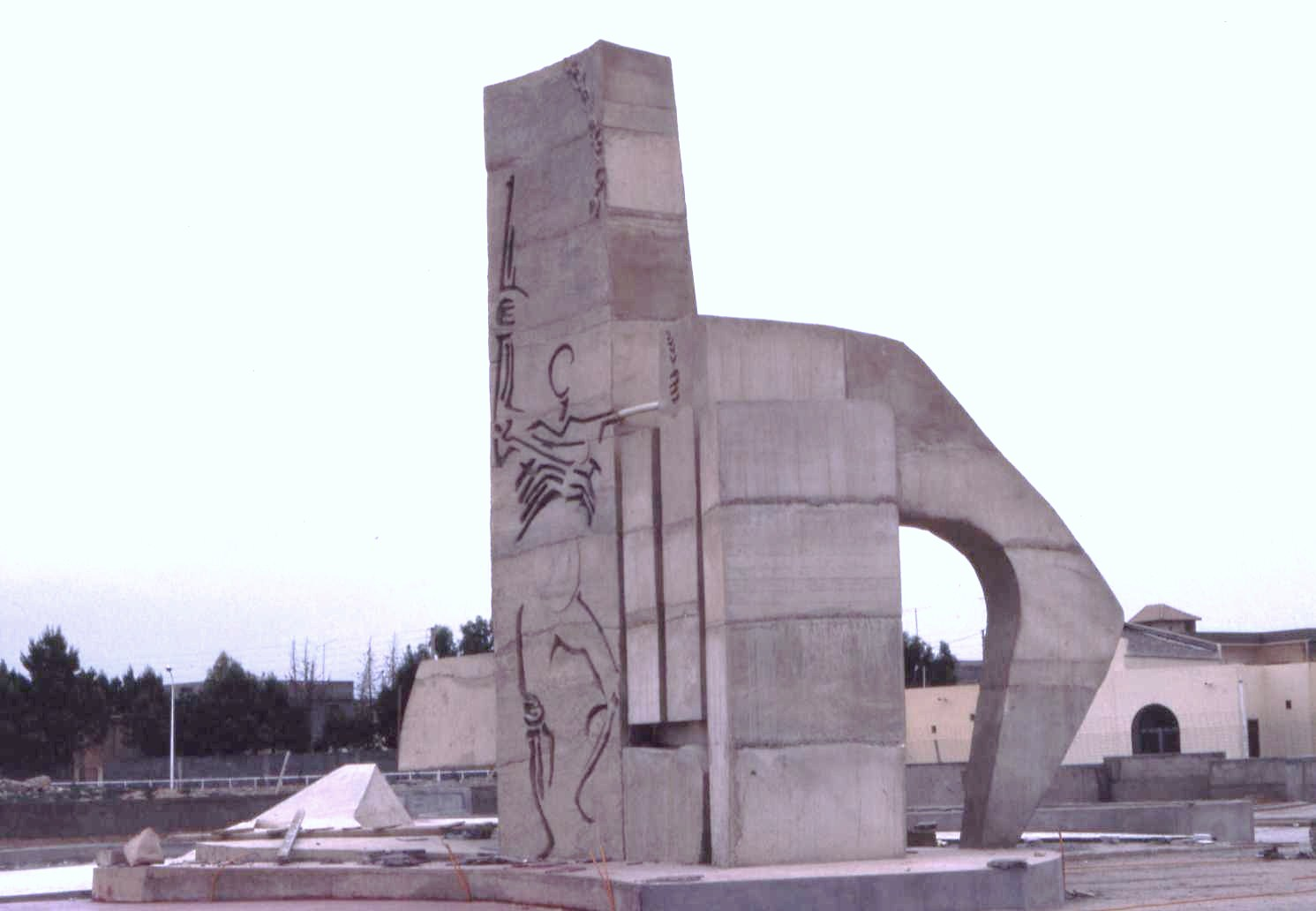